# Marc Andre Schmerböck
Marc Andre Schmerböck (* 1. April 1994 in Feldbach) ist ein österreichischer Fußballspieler.

## Karriere
Schmerböck begann im Jahr 2001 in seiner Heimatstadt beim SV Feldbach seine Fußballkarriere. 2005 wechselte er in die Jugendabteilung des SK Sturm Graz, wo er alle Jugendteams durchlief.
Im Herbst 2010 wurde er von der U-18 ins zweite Team von Sturm Graz hochgezogen und gab im November sein Debüt in der Regionalliga Mitte. Das Spiel endete mit einer 1:6-Niederlage gegen SK Austria Klagenfurt. Bis 2012 spielte Schmerböck weiterhin für die U-18. Am 6. Juni 2012 kam Schmerböck zum bisher einzigen Mal in einer nationalen Auswahl zum Einsatz. Beim U-19-Freundschaftsspiel Österreich gegen Litauen wurde er von Trainer Manfred Zsak eingewechselt. Erstmals im Kader der ersten Mannschaft war Schmerböck im August 2012 gegen den SK Rapid Wien, wo er allerdings nicht zum Einsatz kam. Sein erster Einsatz in der Bundesliga folgte über ein Jahr später, beim 2:0-Sieg gegen die SV Ried am 27. November 2013.
Seither kam Schmerböck zumeist als Joker zum Einsatz und spielte nach wie vor regelmäßig in der zweiten Mannschaft des SK Sturm. Sein erstes Tor in der Bundesliga schoss er am 18. Dezember im Heimspiel gegen Rapid Wien, wo er zum 2:0-Endstand traf.
Per 21. August 2015 wurde er an den Wolfsberger AC verliehen. Der Leihvertrag wurde für die laufende Saison mit einer Rückholoption im Dezember abgeschlossen.
Zur Saison 2018/19 kehrte er zum WAC zurück, bei dem er einen bis Juni 2021 laufenden Vertrag erhielt. In zweieinhalb Jahren beim WAC kam er zu 39 Bundesligaeinsätzen, in denen er acht Tore erzielte. Nachdem er während der Saison 2020/21 seinen Platz im Kader der Wolfsberger verloren hatte und ab dem sechsten Spieltag nicht ein Mal mehr zum Aufgebot in der Bundesliga gehört hatte, wechselte er im Jänner 2021 zum Ligakonkurrenten TSV Hartberg, bei dem er einen bis Juni 2023 laufenden Vertrag erhielt. Für Hartberg kam er insgesamt zu 19 Einsätzen. Nachdem er sich nicht durchsetzen hatte können, wurde sein Vertrag im August 2022 aufgelöst.
Nach knapp einem Jahr ohne Klub wechselte Schmerböck zur Saison 2023/24 zum Zweitligisten SV Ried. Für Ried kam er insgesamt zu sechs Zweitligaeinsätzen. Im Jänner 2024 wechselte er nach Spanien zum Drittligisten SD Logroñés. Für Logroñés kam er zu 14 Einsätzen in der Primera Federación, aus der er mit dem Team aber abstieg. Daraufhin verließ er den Verein nach der Saison 2023/24 wieder.
Nach einem halben Jahr ohne Verein wechselte Schmerböck im Jänner 2025 nach Indien zum Erstligisten Mohammedan SC. Für Mohammedan kam er sechsmal in der Indian Super League zum Einsatz. Zur Saison 2025/26 kehrte Schmerböck wieder nach Österreich zurück und wechselte zu Zweitligist SK Austria Klagenfurt.

## Erfolge
- Österreichischer Cup-Sieger: 2018